# Arge ustulata
Arge ustulata — вид перетинчастокрилих комах родини Argidae. Тіло завдожки 7-10 мм. Імаго живиться нектаром та пилком борщівника європейського (Heracleum spondylium). Личинки живляться листям верби  (Salix), берези (Betula), гліду (Crataegus) та горобини (Sorbus).